# Słaboludź (przystanek kolejowy)
Słaboludź – dawny wąskotorowy przystanek kolejowy w Słaboludziu, w woj. wielkopolskim, w Polsce. Przystanek znajdował się w pobliżu słaboludzkiego folwarku, przy drodze z Jabłonki do Kleczewa. Rozebrany prawdopodobnie przed 2001 rokiem, w związku z ekspansją odkrywki węgla brunatnego Kazimierz Północ, prowadzonej przez KWB Konin.